# Terrafemina
Terrafemina est un magazine féminin en ligne édité par le groupe Webedia. Il fut créé à l'origine par la société TF Co, qui était également une plateforme de conseil et services pour les entreprises. En mai 2013, le Groupe TF Co a rejoint Webedia, groupe de médias numériques.

## Historique
Terrafemina a été fondé en 2008 par Véronique Morali. À ses débuts, le site évoque principalement les thématiques emploi, solidarité et culture pour un lectorat féminin.
En janvier 2010, le site annonce un partenariat avec le Women's forum for Economy and Society.
Avec des partenaires médias, Terrafemina communique sur des sujets comme l'entreprenariat au féminin (avec Le Parisien), ou avec Orange. En mars 2010, l’Observatoire Orange-Terrafemina publie le premier volet d’un baromètre portant sur les femmes face au numérique. Ces observatoires se poursuivent avec le concours de l'institut CSA. Partenaire de Terrafemina depuis 2011, l'institut de sondage publie avec le site chaque mois un sondage lié à la place des femmes. Ce partenariat s'est également concrétisé par la publication d'un livre en mars 2012: 100 chiffres pour vous conter les femmes.
En 2013, le site Terrafemina (ainsi que TF Co) est acheté par Webedia.
Le site compte en décembre 2014 une moyenne de 1 264 000 visiteurs uniques mensuels selon Médiamétrie/NetRatings.
En mars 2022, Terrafemina dévoile une nouvelle identité de marque et une nouvelle signature : "La voix est libre", autour d’un manifeste engagé.

### L'Association Terrafemina
À sa création en 2008, l'Association Terrafemina organise et accompagne des manifestations consacrées aux femmes des pays de l’Union pour la Méditerranée.